# Bistum Ösel-Wiek

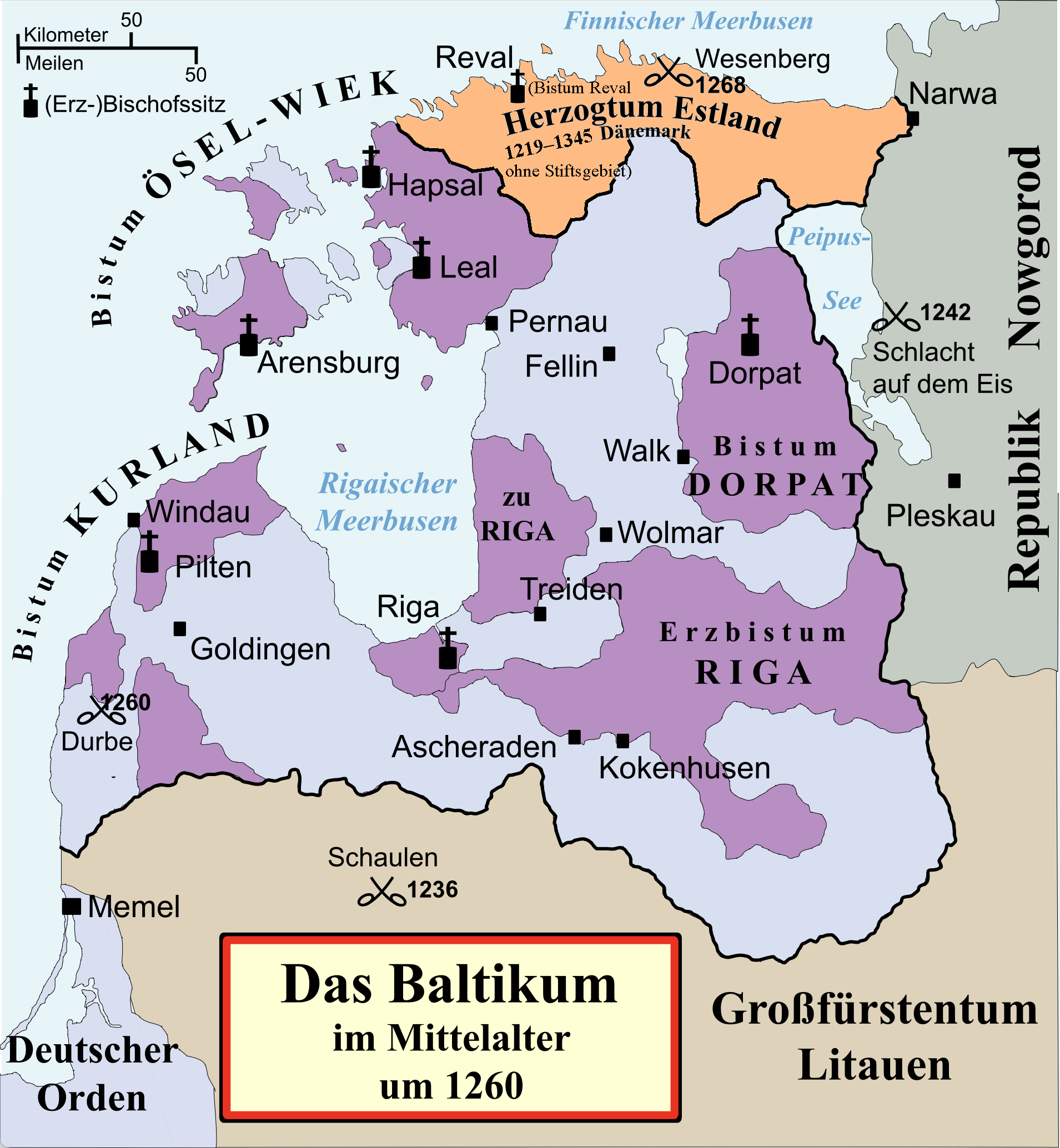
Das Bistum Ösel-Wiek (violett koloriert) als Teil der Livländischen Konföderation

Das Bistum Ösel-Wiek wurde 1228 vom  Bischof Albert von Buxhöveden auf der estnischen Insel Ösel gegründet.
Ab 1255 wurde es dem Erzbistum Riga unterstellt. Es umfasste außer der Insel Ösel auch Teile der Insel Dagö sowie das heutige estnische Festland im Westen, das man damals Wiek nannte. Der Sitz war nach mehrfachem Wechsel Arensburg. Die Bischöfe waren bis 1559 als Fürstbischöfe auch Reichsfürsten. Mit Einzug der Reformation wurde das Bistum aufgelöst. 1560 fiel Ösel an das Königreich Dänemark, während Dagö 1563 dem Königreich Schweden einverleibt wurde. 1645 fiel auch Ösel an Schweden. Das Gebiet des aufgelösten Bistums ging 1721 nach dem Großen Nordischen Krieg im Frieden von Nystad vollständig an das Russische Reich, wo es bis 1918 verblieb.